# Ce 4/6
 (février 2022).
Si vous disposez d'ouvrages ou d'articles de référence ou si vous connaissez des sites web de qualité traitant du thème abordé ici, merci de compléter l'article en donnant les références utiles à sa vérifiabilité et en les liant à la section « Notes et références ».
 (février 2022).
La mise en forme du texte ne suit pas les recommandations de Wikipédia : il faut le « wikifier ».
Les points d'amélioration suivants sont les cas les plus fréquents. Le détail des points à revoir est peut-être précisé sur la page de discussion.
- Les titres sont pré-formatés par le logiciel. Ils ne sont ni en capitales, ni en gras.
- Le texte ne doit pas être écrit en capitales (les noms de famille non plus), ni en gras, ni en italique, ni en « petit »…
- Le gras n'est utilisé que pour surligner le titre de l'article dans l'introduction, une seule fois.
- L'italique est rarement utilisé : mots en langue étrangère, titres d'œuvres, noms de bateaux, etc.
- Les citations ne sont pas en italique mais en corps de texte normal. Elles sont entourées par des guillemets français : « et ».
- Les listes à puces sont à éviter, des paragraphes rédigés étant largement préférés. Les tableaux sont à réserver à la présentation de données structurées (résultats, etc.).
- Les appels de note de bas de page (petits chiffres en exposant, introduits par l'outil «  Source ») sont à placer entre la fin de phrase et le point final[comme ça].
- Les liens internes (vers d'autres articles de Wikipédia) sont à choisir avec parcimonie. Créez des liens vers des articles approfondissant le sujet. Les termes génériques sans rapport avec le sujet sont à éviter, ainsi que les répétitions de liens vers un même terme.
- Les liens externes sont à placer uniquement dans une section « Liens externes », à la fin de l'article. Ces liens sont à choisir avec parcimonie suivant les règles définies. Si un lien sert de source à l'article, son insertion dans le texte est à faire par les notes de bas de page.
- La présentation des références doit suivre les conventions bibliographiques. Il est recommandé d'utiliser les modèles {{Ouvrage}}, {{Chapitre}}, {{Article}}, {{Lien web}} et/ou {{Bibliographie}}. Le mode d'édition visuel peut mettre en forme automatiquement les références.
- Insérer une infobox (cadre d'informations à droite) n'est pas obligatoire pour parachever la mise en page.

Pour une aide détaillée, merci de consulter Aide:Wikification.
Si vous pensez que ces points ont été résolus, vous pouvez retirer ce bandeau et améliorer la mise en forme d'un autre article.
Les Ce 4/6 des Chemins de fer fédéraux suisses (CFF) sont une série d'automotrices électriques lourdes pour voyageurs avec commande multiple. Il s'agissait de la première automotrice électrique acquise par les Chemins de fer fédéraux suisses eux-mêmes. Au cours des années 1923 et 1925 à 1927, 19 unités au total furent livrées en deux séries. Les automotrices, appelées en dernier lieu Be 4/6, atteignirent un âge relativement avancé grâce au remplacement, dans les années 1960, de la caisse (de) d'origine en bois tôlé par une caisse neuve en acier. Ces automotrices eurent une longue carrière d'une septantaine d'années, puisque la dernière unité ne fut mis hors service qu'en 1994. Il n'en subsiste actuellement plus aucun exemplaire.

## Historique
Comme les premières lignes des CFF avaient déjà été électrifiées, le besoin d'un véhicule électrique pour le trafic de banlieue se fit sentir. Comme celui-ci ne devait pas avoir une puissance très élevée, il pouvait être conçu comme une automotrice et ne devait donc pas être une locomotive.

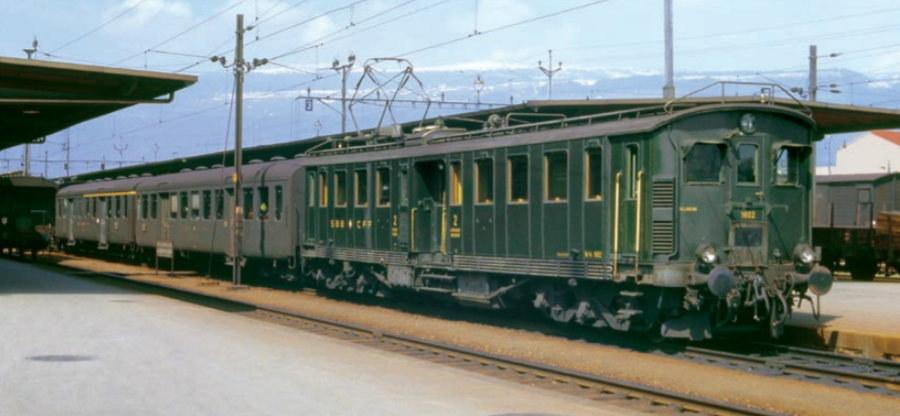
Be 4/6 1602 peu avant sa modernisation avec deux voitures légères en gare d'Yverdon

Pour la construction des automotrices voyageurs pour les Chemins de fer fédéraux suisses, l'industrie pouvait non seulement se prévaloir d'une expérience de plus de vingt ans dans la construction d'automotrices à voie métrique pour une exploitation en courant continu, mais aussi d'une expérience d'environ dix ans dans la construction d'automotrices tant à voie métrique qu'à voie normale pour une exploitation en courant alternatif à haute tension. C'est le cas par exemple : 
- des trois automotrices à bagages pour voyageurs à voie métrique BCFe 4/4 1 à 3 de 1907 d'une puissance de 160 PS[1] du Chemin de fer Locarno-Ponte-Brolla-Bignasco (de) (LPB), également connu sous le nom de chemin de fer de la vallée de la Maggia,
- des huit automotrices à voyageurs à voie normale BCe 4/4 51 à 58 d'une puissance initiale de 360 PS[2] des années 1909 à 1911 de l'ancien Seetalbahn (STB), à partir de 1922 CFF BCe 4/4 4801 à 4808,
- des trois automotrices voyageurs à voie normale Ce 2/4 781 à 783 (de)d'une puissance initiale de 450 ch[3] datant de 1910 de la Compagnie Berne-Lötschberg-Simplon (BLS).

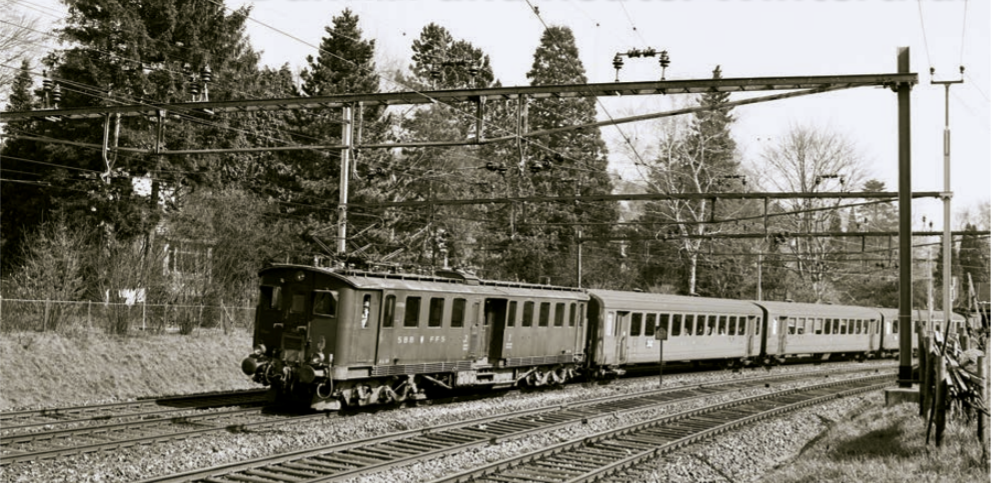
Train voyageurs en provenance d'Etzwilen à Winterthur avec la Be 4/6 1601. L'automotrice ne fut pas transformée et servit de réserve à pièces de rechange.

Malgré cette expérience, il fallut répartir le poids sur deux essieux porteurs supplémentaires pour que ces automotrices puissent également circuler sur des lignes secondaires. Ce n'est que dans cette configuration que la charge maximale par essieu ne dépassait pas 16 tonnes. Toutes les nouvelles locomotives électriques livrées à l'époque présentaient une charge par essieu d'environ 20 tonnes et ne furent donc pas adaptées à une utilisation sur des lignes secondaires pendant longtemps.
En tant que véhicules de première génération, les automotrices ont atteint un âge très avancé, la dernière n'ayant été mise au rebut qu'en 1995. Dès leur livraison, les automotrices pouvaient être télécommandées à partir d'une deuxième automotrice ou, depuis 1925, à partir des voitures-pilotes qui venaient d'être livrées. Elles ne possédaient toutefois pas de frein électrique et ne pouvaient donc pas conduire seules des trains sur les longues lignes en pente.
La désignation initiale jusqu'en 1947-48 était Ce 4/6 9801 à 9819, puis évolua en Ce 4/6 751 à 769. Pendant plusieurs années après la suppression de la troisième classe en 1956, elles reçurent la désignation Be 4/6, toujours avec le même numéro. Depuis la réorganisation des numéros et des désignations en 1959-60, elles furent désignées Be 4/6 1601 à 1619. Cette dernière désignation – qu’elles conservèrent jusqu’à leur retrait du service – entraîna à diverses reprises des confusions avec les locomotives Be 4/6 initialement acquises par les Chemins de fer fédéraux suisses pour le service des trains rapides au Gothard.  
Dernière survivante de la série, la Be 4/6 1613, mise au rebut le 31 mai 1994, fut utilisée pendant des années comme véhicule moteur du "train des écoles", ce qui lui valut de recevoir une livrée multicolore.

## Construction
L'automotrice possédait deux bogies à trois essieux. Au sein de chaque bogie, les deux essieux extérieurs étaient moteurs, tandis que l'essieu central était porteur, afin de maintenir une faible pression sur les deux autres.

Ce 4/6 avec la Ft 16021, qui fut utilisé à titre d'essai comme voiture-pilote

Dès le début, les automotrices étaient équipées de la commande multiple de type Vst I et pouvaient être télécommandées aussi bien par une autre automotrice de construction identique que par l'une des automotrices à bagages Fe 4/4 construites un peu plus tard ou par l'une des voitures-pilotes Bt4, BCt4 ou CFt4 (de) acquises à partir de 1925. Elles ne possédaient pas de frein électrique et furent initialement utilisées pendant une longue période pour le trafic de banlieue à Zurich et sur l'arc lémanique. Les véhicules étaient conçus pour une charge remorquée de 150 t, qu'ils pouvaient encore tracter à une vitesse de 60 km/h sur une pente de 10 ‰. Sur une pente de 26 ‰ – la pente de la liaison transalpine par le tunnel de faîte du Saint-Gothard, la charge était encore de 100 t. Des fenêtres simples avec des cadres en laiton de 600 et 900 mm de large et les inscriptions sur des plaques en émail habituelles pour l'époque caractérisaient l'aspect extérieur. Enfin, étaient majoritairement utilisées à l'origine comme voitures intermédiaires ou d'accompagnement, les voitures voyageurs à trois essieux et des fourgons à bagages à trois essieux (avec des plates-formes ouvertes aux deux extrémités), un type de construction que les Chemins de fer fédéraux suisses avaient acquis en grand nombre pour renouveler le parc de voitures des compagnies précédentes.
La caisse (de) était constituée d'un châssis inférieur en fer sur lequel était montée une caisse en bois tôlé. Le transformateur était placé sous le plancher, en dessous de l'unique entrée centrale. Des deux côtés de cette dernière se trouvaient deux compartiments de grande capacité. L'un d'eux était fumeur, l'autre non-fumeur. Les serpentins de refroidissement de l'huile du transformateur, placés à l'extérieur de la caisse de l'automotrice à la hauteur du cadre porteur en dessous des compartiments, étaient remarquables. Aux deux extrémités se trouvait un poste de conduite munis d'une porte frontale sans soufflet d'étanchéité. Le passage entre l'engin moteur et une voiture attelée n'était donc autorisé qu'au personnel. À l'origine, les automotrices possédaient deux pantographes, mais n'en gardèrent qu'un seul lors de leur révision, où elles reçurent une caisse en acier.

### Modernisation
Entre 1961 et 1966, les unités 1602 à 1618 furent dotées d'une nouvelle caisse en acier . Cette transformation fut réalisée par les CFF eux-mêmes dans les ateliers principaux de Zurich. Une commande multiple de type Vst IIIe fut installée à la place de l'ancienne commande Vst I. La Be 4/6 1619, fut modernisée dès 1957 et servit de prototype. Cette automotrice conserva la commande multiple de type Vst I. L'automotrice Be 4/6 1601 ne fut pas transformée et fut démantelée à la fin de l'opération de modernisation pour servir de réserve à pièces de rechange. Il est à noter que deux automotrices échangèrent leurs numéros à ce moment : le prototype Be 4/6 1619 fut renuméroté Be 4/6 1615 et la Be 4/6 1615 reçut le numéro 1619.

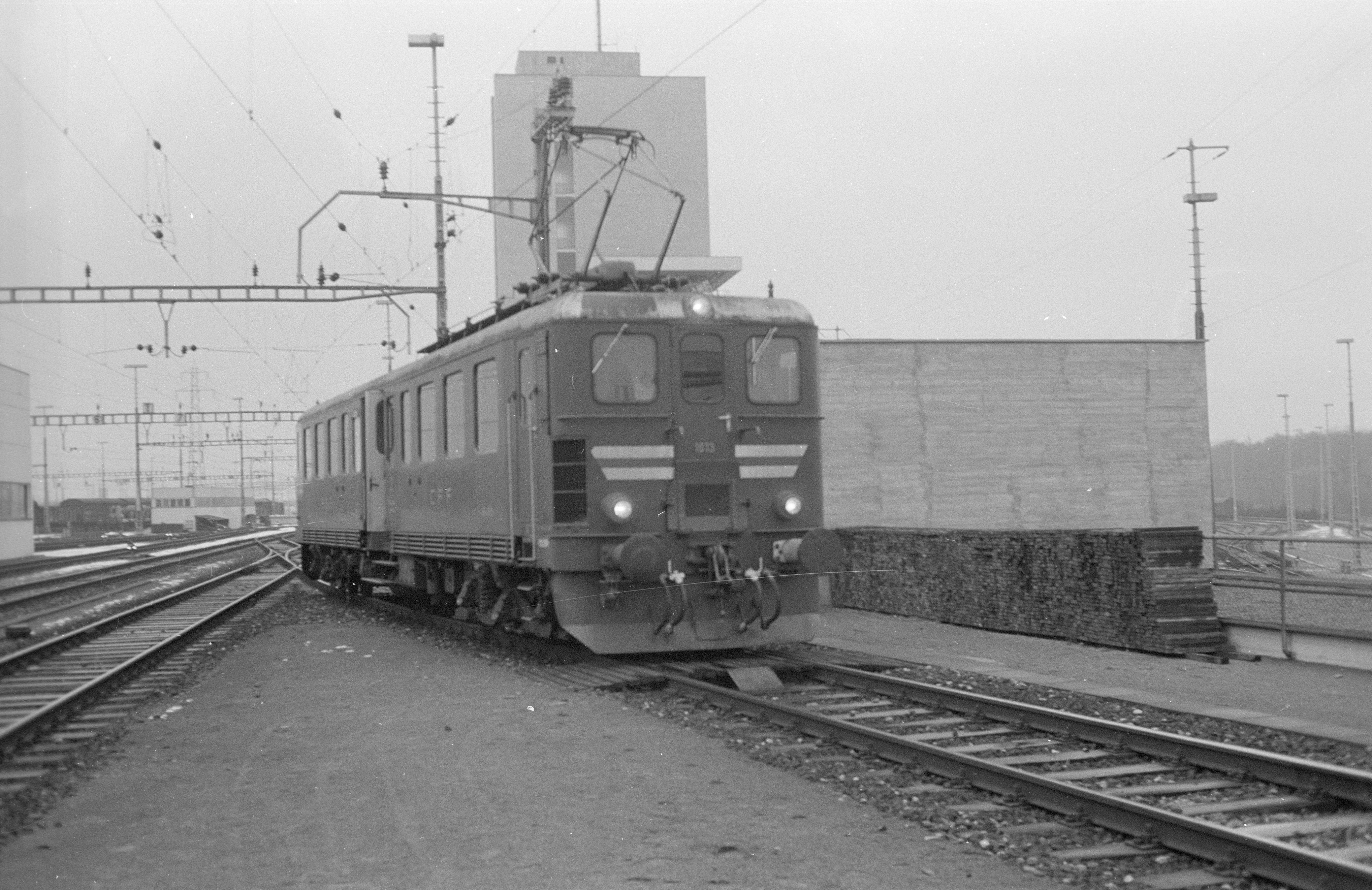
La Be 4/6 1613 à Muttenz
Be 4/6 avec la voiture-pilote no 1974
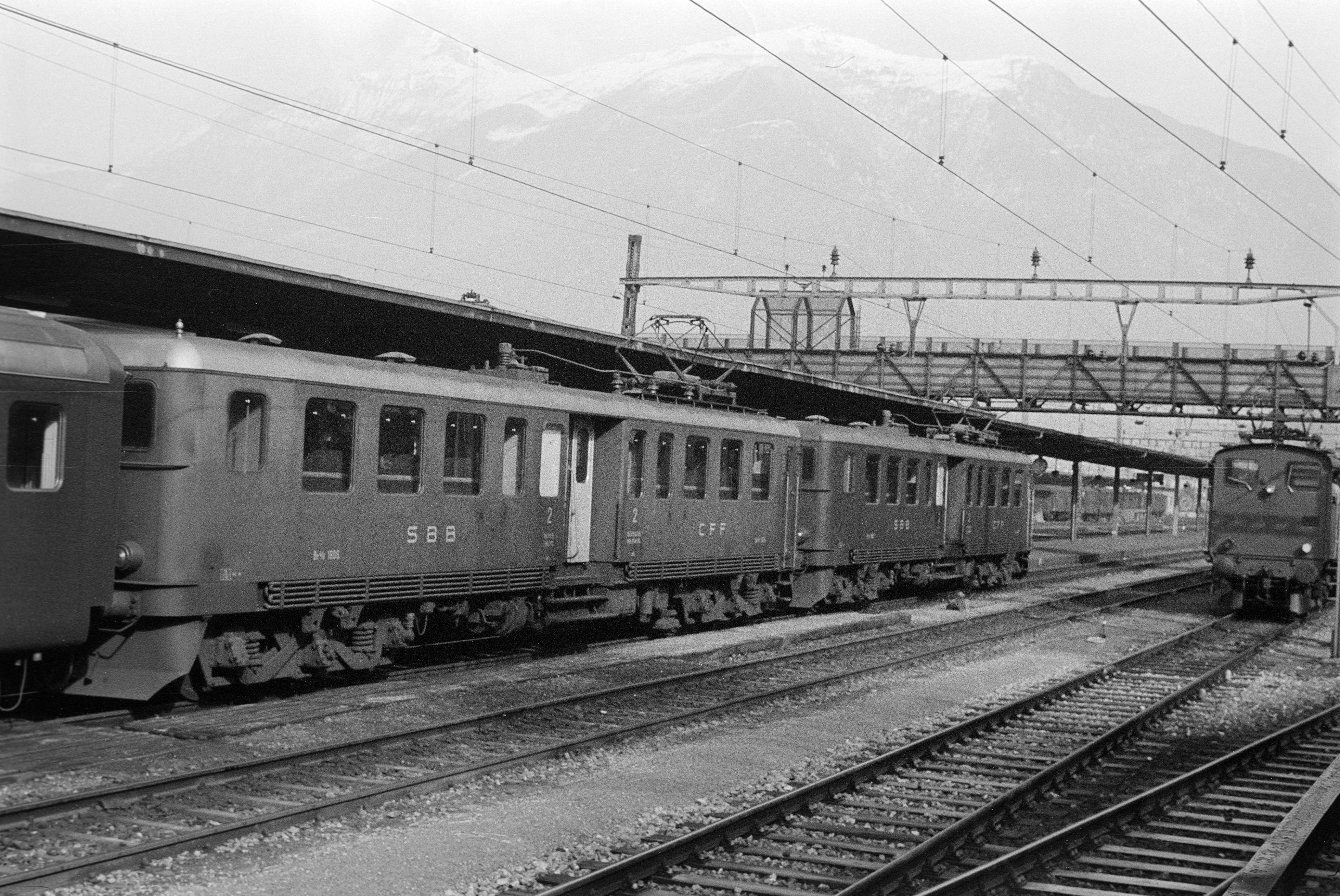
Une Be 4/6 à Bellinzone